# ウォーレン郡 (イリノイ州)
ウォーレン郡（英: Warren County）は、アメリカ合衆国イリノイ州の西部に位置する郡である。2010年国勢調査での人口は17,707人であり、2000年の18,735人から5.5%減少した。郡庁所在地はモンマス（人口9,444人）であり、同郡で人口最大の都市でもある。
ウォーレン郡東隣のノックス郡と共にゲイルズバーグ小都市圏を構成している。

## 歴史
ウォーレン郡は1825年にパイク郡から分離して設立された。1825年までのパイク郡はイリノイ川の北と西全ての領域で構成されていた。1841年、ウォーレン郡西部からヘンダーソン郡が分離設立された。郡名はアメリカ独立戦争の1775年、バンカーヒルの戦いで戦死したジョセフ・ウォーレン博士に因んで名付けられた。ウォーレンは独立戦争で最初に斃れた士官だと考えられている。
現在の郡庁舎は1895年にポーテージ石で建設されたものである。

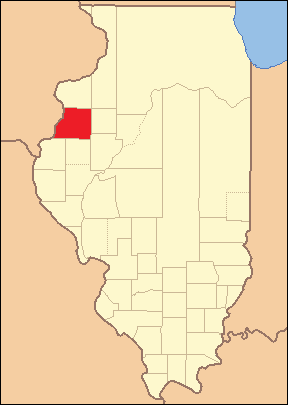
1825年創設時から1831年までの郡領域
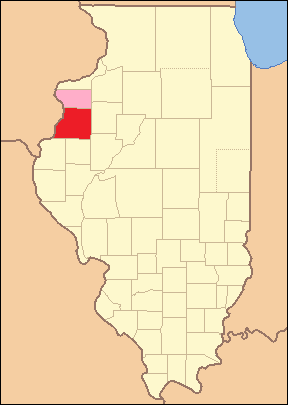
1831年から1835年まで、マーサー郡が1835年の郡政府創設まで付設されていた
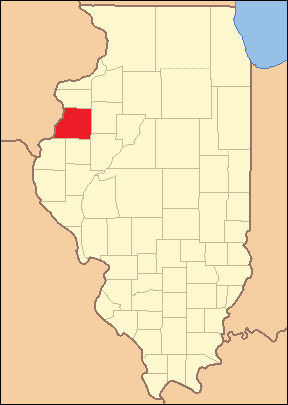
1835年から1841年まで
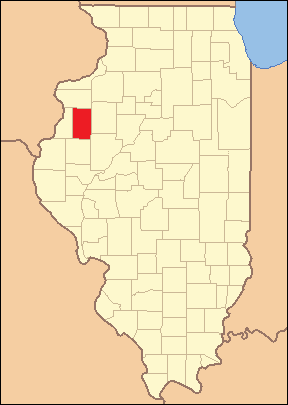
ヘンダーソン郡が創設された1841年から現在

## 地理
アメリカ合衆国国勢調査局に拠れば、郡域全面積は543.05平方マイル (1,406.5 km2)であり、このうち陸地542.40平方マイル (1,404.8 km2)、水域は0.65平方マイル (1.7 km2)で水域率は0.12%である。

### 交通

#### 空港
- モンマス市民空港[5]

#### 主要高規格道路
- アメリカ国道34号線
- アメリカ国道67号線
- イリノイ州道94号線
- イリノイ州道116号線
- イリノイ州道135号線
- イリノイ州道164号線

### 隣接する郡
- マーサー郡 - 北
- ノックス郡 - 東
- フルトン郡 - 南東
- マクドナウ郡 - 南
- ヘンダーソン郡 - 西

## 気候と気象
近年、郡庁所在地であるモンマス市の平均気温は1月の15°F (-9 ℃) から7月の85°F (29 ℃) まで変化している。過去最低気温は1905年2月に記録された-27°F (-33 ℃) であり、過去最高気温は1936年7月に記録された110°F (43 ℃) である。月間降水量は1月の1.62インチ (41 mm) から7月の4.33インチ (110 mm) まで変化している。

## 人口動態
以下は2000年国勢調査による人口統計データである。
| 基礎データ - 人口: 18,735人 - 世帯数: 7,166 世帯 - 家族数: 4,966 家族 - 人口密度: 13人/km2（34人/mi2） - 住居数: 7,787軒 - 住居密度: 6軒/km2（14軒/mi2） 人種別人口構成 - 白人: 95.60% - アフリカン・アメリカン: 1.59% - ネイティブ・アメリカン: 0.18% - アジア人: 0.34% - 太平洋諸島系: 0.10% - その他の人種: 1.10% - 混血: 1.10% - ヒスパニック・ラテン系: 2.71% 先祖による構成 - ドイツ系：17.1% - アメリカ人：18.7% - イギリス系：13.8% - アイルランド系：12.2% - スウェーデン系：9.0% 年齢別人口構成 - 18歳未満: 23.2% - 18-24歳: 12.4% - 25-44歳: 24.5% - 45-64歳: 23.6% - 65歳以上: 16.3% - 年齢の中央値: 38歳 - 性比（女性100人あたり男性の人口） - 総人口: 93.8 - 18歳以上: 91.1 | 世帯と家族（対世帯数） - 18歳未満の子供がいる: 29.8% - 結婚・同居している夫婦: 56.5% - 未婚・離婚・死別女性が世帯主: 8.8% - 非家族世帯: 30.7% - 単身世帯: 26.7% - 65歳以上の老人1人暮らし: 12.7% - 平均構成人数 - 世帯: 2.44人 - 家族: 2.94人 収入と家計 - 収入の中央値 - 世帯: 36,224米ドル - 家族: 42,437米ドル - 性別 - 男性: 30,365米ドル - 女性: 20,453米ドル - 人口1人あたり収入: 16,946米ドル - 貧困線以下 - 対人口: 9.2% - 対家族数: 6.8% - 18歳未満: 11.5% - 65歳以上: 7.0% |

## 法の執行
法の執行を行う組織として、州政府のイリノイ州警察第14区が南隣のマクドナウ郡マコーム市にある。郡には郡保安官事務所がある。アレクシス市とモンマス市にはそれぞれ市警察がある。また自警組織としてウォーレン郡モンマス補助警察団がある。

## 郡区
ウォーレン郡は下記15の郡区に分割されている。
| - バーウィック - コールドブルック - エリソン - フロイド - グリーンブッシュ | - ヘイル - ケリー - レノックス - モンマス - ポイントプレザント | - ローズビル - スプリンググローブ - サムナー - スワン - トンプキンス |  |

## 都市と町
- モンマス - 郡庁所在地
- カークウッド
- リトルヨーク
- ローズビル
- アレクシス - 一部はマーサー郡

## 未編入の町
| - キャメロン - コールドブルック - エレノア - ガーロー - ラーチランド - オーモンド | - ポネマ - シャンハイシティ - スミスシャー - スワンクリーク - ユタ - ヤングズタウン |